# Bit Kassi
Bit-Kašši o Bit Kassi fou el nom donat pels assiris al segle VII aC a una regió muntanyosa al Kabir-Kuh, cap a Ilam-Dezful-Kuhdašt, habitada pels cassites. El seu nom vol dir "Casa de Kassi". El seu rei Kaštariti va atacar vers 670 aC les ciutats de Karibti i Ušiši i es va aliar al cap mede Mamitiaršu i a Dušanni de Šaparda o Shaparda (més al nord a la zona de Bijar-Šarīfābād-Zanǰān) per saquejar les ciutats de Kilman i Sandu.